# Войната на розите (сериал)
Войната на розите (на турски: Güllerin Savaşı) e турски драматичен сериал, излязъл на телевизионния екран през 2014 г.

## Сюжет
Гюлру е родена в един от бедните квартали на Истанбул, а след това израства в квартал от висок клас в имение, където баща й работи като градинар. От 6-годишна Гюлру има мечтата да бъде като Гюлфем. За да живее в страхотно имение, Гюлру се научава да балансира различията в начина на живот, в който е родена, и другия начин на живот, който сега живее.
От много ранна възраст Гюлру и Мерт имат сладка детска любов. Години по-късно, когато Гюлфем се завръща у дома, Гюлру си спомня своята детска мечта. Когато Гюлру и Гюлфем срещат Йомер, напрежението започва да се натрупва в имението и в квартала, което обърква Гюлру. В същото време, когато ви позволяват да се чувствате обичани, вашите мечти и реалност избледняват. Докато Гюлфем е в кулминацията на живота си, а Гюлру изживява мечтите си, тази история ще продължи като война на страсти, засягаща живота на всички останали.

## Излъчване
| Сезон | Сезон | Епизоди | Начало на сезона | Край на сезона  | Всички епизоди | ТВ сезон    | ТВ канал | Дата и час                   |
| ----- | ----- | ------- | ---------------- | --------------- | -------------- | ----------- | -------- | ---------------------------- |
|       | 1     | 48      | 8 юли 2014       | 13 юни 2015     | 1 – 48         | 2014 – 2015 | Kanal D  | вторник/събота (21:30/20:00) |
|       | 2     | 20      | 5 септември 2015 | 6 февруари 2016 | 49 – 68        | 2015 – 2016 | Kanal D  | събота (20/21:00)            |

## Излъчване в България
| Сезон | Сезон | Епизоди | Начало на сезона  | Край на сезона      | Всички епизоди | ТВ сезон | ТВ канал     | Дата и час                 |
| ----- | ----- | ------- | ----------------- | ------------------- | -------------- | -------- | ------------ | -------------------------- |
|       | 1     | 115     | 14 март 2016 г.   | 19 август 2016 г.   | 1 – 115        | 2016 г.  | Диема Фемили | всеки делничен ден (22:30) |
|       | 2     | 52      | 22 август 2016 г. | 31 октомври 2016 г. | 116 – 167      | 2016 г.  | Диема Фемили | всеки делничен ден (22:30) |

## Актьорски състав
- Дамла Сьонмез – Гюлру Челик Сипахи
- Джанан Ергюдер – Гюлфем Сипахи
- Баръш Кълъч – Йомер Хекимоолу
- Серджан Бадур – Джихан Сипахи
- Фейза Дживелек – Чичек Челик Хекимоолу
- Зейнеп Кьосе – Йонджа Челик
- Ийт Киразджъ – Мерт Генджер
- Атила Шендил – Салих Челик
- Кенан Едже – Тибет Ялчън
- Мелтем Памиртан – Месуде Челик Йълдъръм
- Берк Яйгън – Йенер Йълдъръм
- Тургай Танюлкю – Реджеп Генджер
- Айше Акън – Дуягу
- Пънар Афсар – Дуйгу
- Аслъ Ичьозю – Халиде Демир
- Серап Аксой/Арсен Гюрзап – Джахиде Хекимоолу
- Ариф Пишкин – Шефкет Хекимоолу
- Мюнире Апайдън – Мебруре Хекимоолу
- Уур Кърал – Танер Хекимоолу
- Гюзин Акън – Наджийе Генджер

## В България
В България сериалът започва излъчване на 14 март 2016 г. по Диема Фемили и завършва на 31 октомври. На 11 декември 2017 г. започва повторно излъчване по Нова телевизия и завършва на 16 август 2018 г. Ролите се озвучават от Ани Василева, Нина Гавазова, Силвия Русинова, Силви Стоицов, Христо Узунов и Николай Николов.